# Rui Semedo
Rui Mendes Semedo (1956) é um professor e político cabo-verdiano. É atualmente o líder do Partido Africano da Independência de Cabo Verde (PAICV) desde 20 de dezembro de 2021.
Foi Ministro dos Assuntos Parlamentares a 2011 de 2014, e Ministro da Defesa Nacional a 2014 de 2016.